# Uberto Gambara
Uberto Gambara (ur. 23 stycznia 1489 w Brescii, zm. 14 lutego 1549 w Rzymie) – włoski kardynał.

## Życiorys
Urodził się 23 stycznia 1489 roku w Brescii, jako syn Gianfrancesca Gambary i Aldy Pio di Carpi. W wieku 10 lat został przeznaczony do stanu duchownego, jednak kilkanaście lat później wstąpił do wojska i przyłączył się do armii francuskiej. Za czasów Leona X wyjechał do Rzymu i tam został mianowany nuncjuszem w Portugalii. W 1527 roku został nuncjuszem w Anglii, natomiast gdy Klemens VII został uwięziony, Gambara wyjechał do Francji, by wynegocjował uwolnienie papieża. 8 maja 1528 roku został wybrany biskupem Tortony, a w lutym 1533 roku przyjął sakrę. 19 grudnia 1539 roku został kreowany kardynałem prezbiterem i otrzymał kościół tytularny San Silvestro in Capite. W tym samym roku został wikariuszem generalnym Rzymu, a trzy lata później – legatem w Parmie i Piacenzy. Pełnił również funkcję administratora apostolskiego Policastro (1542–1543) i kamerlinga Kolegium Kardynałów (1545–1546). W 1548 roku zrezygnował z zarządzania diecezją. Zmarł 14 lutego 1549 roku w Rzymie.